# Muerte de Sarah Guyard-Guillot
Sarah "Sasoun" Guyard-Guillot (12 de septiembre de 1981 - 29 de junio de 2013) fue una acróbata francesa que falleció durante el show KÂ del Cirque du Soleil en el MGM Grand en Las Vegas, Nevada, el 29 de junio de 2013.

## Antecedentes
Kà es un espectáculo del Cirque du Soleil que se exhibe en el MGM Grand de Las Vegas, Nevada. Se estrenó el 12 de octubre de 2004 y combina diferentes destrezas como las artes marciales, uso de pirotecnia y disciplinas circenses. El espectáculo se destaca por el uso de tecnología a lo largo de los diferentes números. Además, cuenta con un escenario giratorio de 360 grados, conformado por varias plataformas móviles que simulan estar flotando. Esta plataforma de varios metros de largo, se mueve en distintas direcciones, creando diferentes efectos. El elenco está compuesto por 86 personas.
La caída de Guyard-Guillot representó el segundo accidente en detener una actuación del Cirque du Soleil, en menos de una semana. El 26 de junio de 2013, un miembro del elenco sufrió un traumatismo cerebral leve después de deslizarse de una cuerda floja durante la presentación preliminar del show Michael Jackson ONE. Anteriormente, dos miembros del elenco resultaron gravemente heridos durante una actuación de Zumanity en 2007. En 2009, un acróbata murió durante un entrenamiento de trampolín.

## Vida personal
Sarah Guyard-Guillot nació en París, Francia, y comenzó su carrera en el circo durante su infancia. Se graduó de la academia Annie Fratellini Art & Circus y trabajó como acróbata durante 22 años. En 2006, Guyard-Guillot se unió al elenco de Kà cuando el espectáculo fue estrenado en el MGM Grand. Dirigió una escuela de circo para niños en Las Vegas llamada Cirquefit. Estuvo casada con Mathieu Guyard, otro intérprete de Kà, con quien tuvo dos hijas. 

## Muerte
Durante la escena de la batalla final de Kà, el escenario se inclina verticalmente y los artistas usan arneses conectados a cables para moverse. Durante esa escena, en el show de las 9:30 p. m. del 29 de junio de 2013, Guyard-Guillot fue izada al costado del escenario a una altura de al menos 29 metros. Según un testigo, la acróbata cayó en picada. Aparentemente, su arnés se soltó de su cable de seguridad, lo que provocó su caída dentro de un pozo, fuera de la vista del público.Un portavoz confirmó que al momento de su caída, Guyard-Guillot aún llevaba puesto su arnés. En un principio, los espectadores creyeron que la caída formaba parte de la actuación y que se trataba de una escena coreografiada. Según un testigo, se oyeron gritos y gruñidos y hasta llegaron a oír el llanto de víctima. Tras su caída, el espectáculo fue interrumpido inmediatamente y una voz en off le pidió a la audiencia que abandonara el recinto y aseguró que se ofrecerían reembolsos. El resto de los artistas que aún permanecían colgados en el aire, no pudieron hacer nada por su compañera. 
Guyard-Guillot falleció en la ambulancia camino al hospital. Fue declarada muerta a las 11:43 p. m. El de Guyard-Guillot fue el primer accidente en el escenario que resultó en una muerte en los 30 años de historia del Cirque du Soleil. Al momento de su muerte, la acróbata tenía 31 años. 
El 2 de julio de 2013, la oficina del forense del condado de Clark dijo que Guyard-Guillot cayó unos 90 pies (27 metros), que es casi el doble de la distancia reportada inicialmente. 

## Respuesta
Tras el accidente, Cirque du Soleil emitió un comunicado en el que se leía: "Toda la familia del Cirque du Soleil está profundamente entristecida por la muerte accidental de Sarah (Sasoun) Guyard ... Nuestros pensamientos están con su familia y toda la familia del Cirque du Soleil". En ese entonces, el fundador de la compañía, Guy Laliberté, dijo que estaba "desconsolado" y comentó: "Estamos completamente devastados con esta noticia ... [Guyard-Guillot] ha sido una parte integral de nuestra familia. Esto nos recuerda, con gran humildad y respeto, cuán extraordinarios son nuestros artistas, durante todas y cada una de las noches ". 
Las actuaciones de Kà se suspendieron indefinidamente. El 14 de julio de 2013, se anunció que el espectáculo se reanudaría el 16 de julio de 2013, y que el calendario completo se reanudaría el 23 de julio de 2013. La primera presentación estuvo dedicada a Guillot-Guyard, quien fue descrita como "una artista excepcional".
Una investigación formal sobre la muerte de Guyard-Guillot fue lanzada por Nevada OSHA.  John Fudenberg de la oficina del forense del condado de Clark, que trabajó con OSHA en la investigación, dijo: "Claramente hay aparatos de seguridad que se utilizan durante cualquier espectáculo del Cirque du Soleil, y sé que la compañía es muy consciente de la seguridad. Tenemos que asegurarnos de inspeccionar la seguridad del arnés… Nuestra prioridad es investigar cómo sucedió el accidente". Se esperaba que la investigación durase hasta seis meses. 
El 29 de octubre de 2013, la Administración de Seguridad y Salud Ocupacional de Nevada (NVOSHA) emitió seis citaciones por un total de $ 25,000 en multas y sanciones para Cirque du Soleil Nevada, y tres citaciones por un total de $ 7,000 para el MGM Grand. Cirque du Soleil apeló las citaciones y en noviembre de 2013, todas menos una de las acusaciones emitidas contra Cirque du Soleil con respecto al accidente fueron retiradas por los investigadores de la agencia. 